# HMS Princess Royal (1911)
O HMS Princess Royal foi um cruzador de batalha operado pela Marinha Real Britânica e a segunda e última embarcação da Classe Lion, depois do HMS Lion. Sua construção começou em maio de 1910 nos estaleiros da Vickers em Barrow-in-Furness e foi lançado ao mar em abril de 1911, sendo comissionado em novembro do ano seguinte. Era armado com uma bateria principal composta por oito canhões de 343 milímetros montados em quatro torres de artilharia duplas, tinha um deslocamento carregado de mais de 31 mil toneladas e alcançava uma velocidade máxima de 28 nós.
O Princess Royal serviu na Primeira Guerra Mundial. Foi inicialmente enviado para o Caribe com o objetivo de impedir que a Esquadra do Sudeste Asiático alemã usasse o Canal do Panamá. Depois disso retornou para a Grande Frota, participando em 1915 da Batalha de Dogger Bank e em 1916 da Batalha da Jutlândia, sendo moderadamente danificado nesta última. Passou o restante da guerra realizando patrulhas pelo Mar do Norte. Continuou servindo depois da guerra até ser colocado na reserva em 1920, sendo tirado de serviço em 1922 e desmontado no ano seguinte.